# Bitte umblättern (1977)
Bitte umblättern war eine deutsche TV-Produktion. Es drehte sich hauptsächlich um die Reisen des deutschen Fernsehjournalisten Albert Krogmann, welche ihn in weite Teile der Welt führten, und Interviews mit Prominenten, die er auf seinen Reisen und auch im Sendestudio führte. Des Weiteren berichtete Krogmann über Empfänge und Veranstaltungen, bei denen er zu Gast war. Die Erstausstrahlung war am 20. April 1977 in der ARD. Produziert wurde die Sendung vom Südwestfunk. 1993 wurde die TV-Reihe eingestellt. Ein gleichnamiger Vorläufer der TV-Reihe war Bitte umblättern, die von 1965 bis 1973 ausgestrahlt wurde.
Die Titelmelodie der Sendung war Santa Monica von Jean Pierre Posit.

## Gäste der Sendung
In der 16-jährigen Laufzeit der TV-Reihe gab es mehrere prominente Gäste (Auswahl ohne Wertung):
- Mel Brooks
- Clint Eastwood
- Nina Hagen
- Otto Waalkes
- Udo Jürgens
- Marius Müller-Westernhagen
- Jean-Michel Jarre
- Gene Wilder
- Woody Allen
- Silvio Berlusconi
- Katja Ebstein
- Frank Farian
- George Lucas
- Boney M.
- Rudi Carrell
- Rod Stewart
- Dieter Hallervorden
- Vicco von Bülow
- Peter Maffay
- Leonard Nimoy
- Götz George
- Wolfgang Petersen
- Tina Turner
- Roger Whittaker
- Pia Zadora
- Dieter Bohlen
- Gloria von Thurn und Taxis

## Ausstrahlung
Die Ausstrahlung begann am 20. April 1977 zunächst mittwochabends in der ARD. Weitere Sendetermine waren montags um 21:45 Uhr, über donnerstags und samstags, bis letztlich dienstags um 22:00 Uhr, als die Sendung 1993 eingestellt wurde.